# Исторический факультет МГУ
Истори́ческий факульте́т (истфак) Московского государственного университета имени М. В. Ломоносова. Создан в 1934 году.
«Исторический факультет Московского государственного университета имени М. В. Ломоносова является структурным подразделением МГУ. Он осуществляет образовательную, научно-исследовательскую, культурно-просветительскую и иную деятельность на всех уровнях высшего, довузовского, послевузовского и дополнительного образования по широкому спектру областей исторического знания. Факультет имеет собственную символику и печать» (Из «Положения об Историческом факультете Московского Государственного Университета им. М. В. Ломоносова» от 25.12.1998 г.).
Исторический факультет ранее был расположен в 1-м гуманитарном корпусе МГУ, где он занимал 4—6 этажи. С начала 2008 года он находится в Первом учебном корпусе.
Обучение на факультете длится четыре года (на вечернем отделении — пять лет). С 2011 года поступление на исторический факультет МГУ осуществляется в бакалавриат по программе «интегрированный магистр», а также на бакалавриат и магистратуру для иностранцев. С третьего курса студенты выбирают специализацию. Факультет издаёт научный журнал «Вестник Московского университета. Серия 8. История».
Сейчас истфак состоит из пяти отделений: двух «исконных» (Отделение истории и Отделение истории и теории искусства) и трёх новообразованных (Отделение истории международных отношений, Отделение историко-культурного туризма, Отделение исторической политологии).

## История факультета

### В Российской империи
В утверждённом 24 января (4 февраля) 1755 года императрицей Елизаветой Петровной Проекте организации Московского университета и гимназий в числе предполагаемых к открытию кафедр философского факультета (в университете предусматривались три факультета — юридический, медицинский и философский) называлась кафедра истории (универсальной, российской, древности и геральдики). Становление университетского образования в России проходило под мощным влиянием идей М. В. Ломоносова и, в частности, его понимания роли исторических знаний в формировании национального самосознания:

«Великое есть дело смертными и переходящими трудами дать бессмертие множеству народа, соблюсти похвальных должную славу и, перенося минувшие деяния в потомство и в глубокую вечность, соединить тех, которых натура долготою времени разделила. История дает государям примеры правления, подданным — повиновения, воинам — мужества, судьям — правосудия, младым — старых разум, престарелым — сугубую твердость в советах, каждому незлобивое увеселение, с несказанной пользою соединенное. Когда вымышленные повествования производят движения в сердцах человеческих, то правдивая ли история побуждать к похвальным делам не имеет силы, особливо ж та, которая изображает дела праотцов наших?»

С основанием Императорского Московского университета преподавание истории осуществлялось сначала силами приглашённых иностранных профессоров, а затем и первых питомцев университета. Первый курс всеобщей истории и статистики в Московском университете прочитал в 1757 году приглашённый из Лейпцигского университета профессор Х. Г. Кёлнер, однако становление преподавания исторических дисциплин на философском факультете связано с деятельностью его друга и преемника профессора И. Г. Рейхеля (1761—1778). В своём курсе в 1760-х годах Рейхель впервые давал обзор истории России и всеобщей истории в целом. Лекции читались преимущественно на латинском языке. В 1775 году иеромонах Аполлос перевёл на русский язык лекции Рейхеля по статистике современных европейских государств, а в 1778 году — «История о знатнейших Европейских государствах, с кратким введением в Древнейшую историю, продолжающуюся до нынешних времён» Рейхеля. Х. А. Чеботарёв преподавал историю и статистику (1778—1783), уделяя большее внимание проблемам географии, и вёл курс всеобщей истории, а также первым утвердил чтение лекций по истории на русском языке. И. Виганд читал лекции на русском языке (1783—1793). Курс всеобщей истории после Виганда вёл (1800—1804) профессор Н. Е. Черепанов.
Согласно Уставу 1804 года в университете были созданы, в том числе, кафедры всемирной истории; истории, статистики и географии Российского государства; а также теории изящных искусств и археологии.
В 1804 году в Московском университете было создано Общество истории и древностей российских. Его главной задачей было «вернейшее и исправнейшее издание оригинальных древних о России летописей» для подготовки «сочинения подлинной Российской истории». Общество публиковало «Чтения» и «Записки», «Русский исторический сборник» и др., подготовившие бесценный фонд источников для изучения и преподавания истории России. Успех деятельности Общества был связан с работой специалистов — источниковедов, архивистов, археографов (К. Ф. Калайдович, П. М. Строев, О. М. Бодянский, И. Д. Беляев, А. Н. Попов, Е. В. Барсов и др.).
С начала XIX века начали читаться университетские лекции по истории. Так Х. А. Шлёцер, занимавший кафедру политической экономии, прочитал курс (1803—1804) истории европейских народов до Карла V. Основной университетский курс всеобщей истории (до 1823) продолжал вести Н. Е. Черепанов. В 1808 году начал преподать курс по истории России М. Т. Каченовский. В 1820—1830 годы Каченовский выступил основоположником так называемой скептической школы, утверждавшей необходимость тщательного выяснения подлинности источников и истинности сообщаемых в них сведений путём анализа их внутреннего содержания. Ю. П. Ульрихс читал курс древней и средневековой истории (1823—1832), начав преподавание лекцией «О сущности, образе, представлении и цели истории».
Благотворно сказалось на преподавании истории в Московском университете создание по уставу 1835 года отдельных исторических кафедр, российской истории и всеобщей истории, в составе созданного на философском факультете историко-филологического отделения. Кафедру русской истории возглавлял М. П. Погодин (1835—1844), затем С. М. Соловьёв (1845—1879), В. О. Ключевский (1879—1911); первым руководителем созданной в 1839 году кафедры всеобщей истории был Т. Н. Грановский.
В 1850 году в университете был создан историко-филологический факультет, в 1872 году образовалось его историческое отделение. Т. Н. Грановский читал лекции по истории Средних веков; П. Н. Кудрявцев вёл курс истории Древнего Востока, Греции и Рима; С. В. Ешевский — курс всеобщей истории; В. И. Герье — курс истории Средних веков; преподаванием русской истории занимались М. П. Погодин, С. М. Соловьёв, Н. А. Попов. После ранней смерти Грановского и Кудрявцева на кафедре всеобщей истории преподавал Г. В. Вызинский (1856—1858). Некоторое время курс всеобщей истории читал приглашённый из Санкт-Петербурга М. С. Куторга (1869—1874).
Деятельность В. И. Герье (1865—1904) является важной вехой в истории становления преподавания исторических наук в Московском университете. Впервые в практике университетского образования Герье прочитал курс истории Французской революции, рассматривал различные социальные движения и их роль в истории Рима, в рамках истории Средних веков ставил вопросы происхождения феодализма, обсуждал различные концепции историков. Герье стоял у истоков создания семинаров в Московском университете. Результатом его деятельности явилось создание системы преподавания истории в университете, которая развивалась в учебной практике его учениками — П. Г. Виноградовым, Н. И. Кареевым, М. С. Корелиным, Р. Ю. Виппером, П. Н. Ардашевым, С. А. Котляревским, Е. Н. Щепкиным.
Дальнейшее развитие школы историков, изучавших историю России, связано с деятельностью В. О. Ключевского и его учеников: П. Н. Милюкова, М. К. Любавского, Н. А. Рожкова, М. М. Богословского, А. А. Кизеветтера, Ю. В. Готье, С. В. Бахрушина, А. И. Яковлева и др.

### 1917 год — 1920-е годы
Революция 1917 года привела к существенным изменениям в изучении и преподавании истории. На основе бывшего юридического факультета и исторического отделения историко-филологического факультета в марте 1919 года был образован факультет общественных наук (ФОН). В соответствии с постановлением СНК от 4 марта 1921 года «О плане организации факультетов общественных наук российских университетов» ФОН должен был готовить преподавателей обществоведения. Осенью 1922 года на ФОН было 8 отделений, в числе которых: правовое, общественно-педагогическое, этнолого-лингвистическое, литературно-художественное, археологическое.
В 1925 году ФОН декретом Совнаркома был преобразован в факультет советского права и этнологический. Этнологический факультет имел отделения — историко-археологическое, этнографическое, литературное, изобразительных искусств.
Перестройки 1920-х годов ухудшали условия развития исторической науки, влекли за собой уход из университета крупных специалистов-историков, сужали масштабы исторических исследований, вели к сокращению подготовки профессиональных историков. Однако полностью научная и педагогическая деятельность историков Московского университета не прекращалась.
Работавшие на историко-археологическом отделении В. А. Городцов и Ю. В. Готье внесли большой вклад в становление и развитие археологии в университете. Выпускниками археологического отделения были А. В. Арциховский, А. Я. Брюсов, Б. Н. Граков, С. В. Киселёв, П. А. Дмитриев, А. П. Смирнов, Б. А. Рыбаков.
В 1929 году начались археологические раскопки в Новгороде, положившие начало исследованию проблемы русского средневекового города.
Разрабатывались проблемы античной истории. В. С. Сергеев внёс значимый вклад в подготовку учебников и учебных пособий по древней истории, в обоснование структуры преподавания этого курса в высшей школе.
Ю. В. Готье и М. К. Любавский читали курсы по истории славян.
В 1920-х — начале 1930-х годов были изданы работы Н. М. Лукина по истории Великой французской революции, В. М. Лавровского и Ф. А. Ротштейна — по истории Англии.
Широкую известность приобрели публикации документов и исследования о движении декабристов Н. М. Дружинина, М. В. Нечкиной. В монографиях В. И. Пичеты и Е. А. Мороховца рассматривались проблемы крестьянского движения в России.
В исследованиях историков после Октябрьской революции обозначился поворот в сторону изучения социально-экономического развития общества, истории классовой борьбы, революционного движения в России и на Западе в XX веке, новой и новейшей истории зарубежных стран, послеоктябрьской истории России, истории коммунистической партии.
В январе 1931 года только что созданный историко-философский факультет был выведен из состава университета. На его базе был образован Московский институт философии, литературы и истории (МИФЛИ).

### 1930-е годы
Начало новому этапу в развитии исторической науки и преподавания было положено постановлением СНК СССР и ЦК ВКП(б) «О преподавании гражданской истории в школах СССР», опубликованным 16 мая 1934 года. В нём отмечалось, что «преподавание истории в школах СССР поставлено неудовлетворительно. Учебники и само преподавание носят отвлечённый, схематический характер. Вместо преподавания гражданской истории в живой, занимательной форме с изложением важнейших событий в их хронологической последовательности, с характеристикой исторических деятелей, учащимся преподносят абстрактные определения общественно-экономических формаций, подменяя таким образом связное изложение истории отвлечёнными социологическими схемами». Важнейшим звеном в системе мер, направленных на изменение этой ситуации, было восстановление с 1 сентября 1934 года исторических факультетов в Московском и Ленинградском университетах, призванных готовить квалифицированных специалистов по истории. Одновременно ставился вопрос о создании программ и учебников для школы; в этой работе университетским преподавателям отводилась важная роль.
Исторический факультет получил помещение Кооперативного техникума (ул. Герцена, 5) — бывший особняк Орловых-Мещерских, построенный в 1790-е годы по проекту архитектора М. Ф. Казакова.
В 1934 году на факультете было 5 исторических кафедр: истории СССР (руков. — проф. А. М. Панкратова), истории средних веков (руков. — проф. Е. А. Косминский), истории нового времени (руков. — акад. Н. М. Лукин), истории колониальных и зависимых стран (руков. — проф. Х. З. Габидуллин). В 1937 году была образована кафедра древних языков (рук. — проф. Н. И. Новосадский); в 1939 году — кафедры археологии (рук. — проф. А. В. Арциховский), этнографии (рук. — проф. С. П. Толстов), истории южных и западных славян (рук. — проф. В. И. Пичета), музейно-краеведческая (руков. — проф. Г. А. Новицкий).
Первый руководитель факультета — проф. Г. С. Фридлянд (1934 — май 1936 года); с июня 1936 по июнь 1937 года обязанности декана исполняла З. П. Игумнова, которую сменил П. О. Горин; в 1938—1940 годах деканом факультета был И. Д. Удальцов; в 1940—1943 годах — С. Д. Сказкин.
В предвоенные годы на историческом факультете трудились многие крупные учёные: М. Н. Тихомиров, Н. М. Дружинин, А. Д. и И. Д. Удальцовы, К. В. Базилевич, С. В. Бахрушин, Б. Д. Греков, Е. В. Тарле, М. В. Нечкина, А. И. Неусыхин, С. А. Токарев, В. Д. Блаватский, Б. А. Рыбаков, С. В. Киселёв, В. М. Хвостов, С. А. Никитин, Ю. В. Готье, В. М. Лавровский, В. П. Волгин и другие известные историки, этнологи, археологи.
В открывшуюся в 1934 году аспирантуру были зачислены 24 человека, среди них — А. Г. Бокщанин, С. С. Дмитриев, А. Л. Нарочницкий, Д. Г. Редер.
Совершенствовалась университетская система преподавания. Наряду с общими и специальными лекционными курсами проводились просеминары и специальные тематические семинары. Рос штатный состав преподавателей. Появились новые научные направления, осваивалась новая проблематика, разрабатывались проблемы источниковедения, историографии, создавались учебники по истории, выходили оригинальные, новаторские труды. Создавались новые археологические экспедиции.
В 1934 году было положено начало комплектованию книжных фондов кабинетов исторического факультета. Начали работать научные студенческие кружки, организовывались студенческие научные конференции. С 1937 года на факультете стал проводиться день открытых дверей. В апреле 1940 года в связи с подготовкой к 185-летию Московского университета начался цикл публичных лекций по истории университета. Исторический факультет провёл среди школьников Москвы конкурс на лучшее сочинение по истории. В 1938 году исторический факультет заочного педагогического института, существовавшего при университете с 1936 года, был преобразован в заочное отделение истфака.
Вместе с тем историческая наука развивалась в сложных условиях. Выход «Краткого курса истории ВКП(б)» в 1938 году способствовал канонизации марксизма-ленинизма в сталинской интерпретации, а его догматизация доводилась до выхолащивания научных принципов этой методологии. Историческая наука, особенно история советского общества и история ВКП(б), подвергалась жёсткому идеологическому контролю.

### 1940-е годы
С началом Великой Отечественной войны большое число студентов, аспирантов, преподавателей, сотрудников факультета ушли на фронт. Многие из них отдали жизни за свободу и независимость Родины. Ведущие профессора записывались в народное ополчение, участвовали в обороне Москвы. Студенты и преподаватели принимали участие в строительстве оборонительных рубежей.
Исторический факультет вместе со всем университетом был эвакуирован сначала в Ашхабад, а затем в Свердловск. В декабре 1941 года МИФЛИ, также эвакуированный в Ашхабад, слился с истфаком.
Учёные истфака публиковали научно-популярные работы на историко-патриотические темы, выступали с лекциями и статьями в газетах и журналах. С. В. Бахрушин, Н. П. Грацианский, Б. Д. Греков, А. С. Ерусалимский, А. И. Неусыхин, В. И. Пичета, С. Д. Сказкин, М. Н. Тихомиров и многие другие учёные издали работы о героическом военном прошлом России, её выдающихся полководцах, о борьбе с иноземными захватчиками, показывали корни и сущность германского милитаризма. В 1943 году в города, освобождённые от фашистской оккупации (Смоленск, Курск, Харьков), были направлены лекторские группы, в состав которых входили профессора исторического факультета А. М. Панкратова, Н. М. Дружинин, А. В. Ефимов.
В сложнейших условиях продолжалась плодотворная исследовательская работа. Среди лауреатов Государственных (Сталинских) премий военных лет — преподаватели исторического факультета — Б. Д. Греков, Е. В. Тарле, А. И. Яковлев, И. И. Минц и другие учёные.
В годы войны факультет возглавляли талантливые руководители — деканы С. Д. Сказкин (1940—1943); А. В. Ефимов (в Московской группе МГУ, 1941—1943); С. П. Толстов (1943—1945).
С декабря 1943 по январь 1948 года коллектив МГУ возглавлял ректор-историк проф. И. С. Галкин.
Занятия в МГУ не прекращались даже в самое тяжёлое военное время. В Свердловске университет находился до 25 мая 1943 года, после чего началась его реэвакуация.

### 1950—1980-е годы
После окончания войны на факультет пришли демобилизованные фронтовики. Многие учившиеся на факультете в 1945—1952 годах впоследствии стали известными учёными и деятелями как в истории, так и в других областях науки.
В 1950 году факультет пополнился искусствоведческим отделением, состоявшим из двух кафедр: истории русского и советского искусства и истории зарубежного искусства. В 1953 году кафедра отечественной истории была разделена на четыре самостоятельные кафедры — по крупнейшим периодам истории России. Впервые были созданы кафедры истории советского общества и источниковедения отечественной истории. В том же году на факультете начала работать выделившаяся из общеуниверситетской кафедры кафедра истории КПСС.
Большой вклад в развитие исторического факультета в послевоенные десятилетия внесли его деканы: М. Н. Тихомиров (1945—1947); Г. А. Новицкий (1947—1950); Б. А. Рыбаков (1950—1952); А. В. Арциховский (1952—1957); И. А. Федосов (1957—1971); Ю. С. Кукушкин (1971—1995).
После XX съезда КПСС (1956) условия работы историков стали более благоприятными, хотя сохранявшаяся политическая и идеологическая ангажированность исторической науки не позволяла авторам в принципиальных оценках выйти за рамки партийных установок. Росло число монографических исследований. На всех кафедрах факультета готовились и издавались учебники и учебные пособия, сборники документов. Получили стимул дальнейшего развития вспомогательные и специальные исторические дисциплины. В 1965 году была образована самостоятельная кафедра иностранных языков для занятий со студентами истфака. Организовывались новые экспедиции, расширялись полевые практики. Появились новые научные направления, создавались новые научные школы. И. Д. Ковальченко и Л. В. Милов одними из первых среди историков страны начали применять математические методы в исследовании социально-экономических процессов. По инициативе И. Д. Ковальченко и под его руководством с конца 1960-х годов начала формироваться школа, разрабатывающая проблему использования количественных методов в исторической науке. Учёные факультета И. П. Дементьев, Н. В. Сивачёв, Е. Ф. Язьков сыграли ведущую роль в создании научной школы американистики. Сильной была, и до сих пор остаётся, школа по изучению истории Франции: Б. Ф. Поршнев, А. В. Адо, В. П. Смирнов и др.
Профессор факультета А. Ч. Козаржевский был истинным просветителем: его экскурсии по Москве, лекции по мастерству устной речи, традиционные выступления перед первокурсниками и выпускниками исторического факультета производили неизгладимое впечатление на слушателей.
П. А. Зайончковский, занимавшийся историей России XIX века, создал свою научную школу.
Радикальные перемены в общественно-политической жизни страны во второй половине 1980-х годов — начале XXI века определили значительные изменения в сфере исторической науки. С одной стороны, они открыли широкий доступ к архивам, сняли цензурные ограничения, способствовали расширению проблематики исследований; с другой стороны, распад СССР отрицательно сказался на отношениях с бывшими республиками, разрушив ранее единое образовательное пространство; сократилось финансирование высшей школы. Перестройка всего общественного организма потребовала переосмысления различных сторон деятельности факультета. Самоотверженный труд и ответственность коллектива определили поступательное развитие факультета.

### 1990-е годы
В 1999 году на Историческом факультете прошёл первый День историка, а год спустя был основан Творческий союз студентов-историков (ТССИ).

### XXI век
2000-е годы ознаменовались нововведениями в жизни факультета. Так, в 2003 году была открыта кафедра исторической информатики (заведующий Л. И. Бородкин), в то же время стала действовать ещё одна новая кафедра — истории стран Ближнего зарубежья (Е. И. Пивовар, А. В. Власов). В 2007 году была образована кафедра истории Церкви (В. В. Симонов).
В начале 2008 года состоялся переезд факультета из 1-го ГУМа в Первый учебный корпус на Ломоносовском проспекте.
В настоящее время на факультете продолжают преподавать как учёные «старой школы» (например, И. В. Поздеева, Н. В. Рындина, Б. Н. Флоря), так и преподаватели, появившиеся на факультете в 1970—1980-е годы (Н. С. Борисов, А. И. Вдовин, Г. Ф. Матвеев, С. В. Мироненко, С. Ю. Сапрыкин и др.), а также молодые преподаватели.
С 2015 года на историческом факультете имеется должность президента, которую занимает академик С. П. Карпов.
В мае 2016 года при кафедре истории общественно-политических движений и партий было образовано научное студенческое общество «Интернет в электоральных процессах современной России», задачами которого являются проведение дискуссий, симпозиумов и семинаров, а также эмпирических политологических исследований.

## Деканы факультета
- Г. С. Фридлянд (1934 — май 1936)
- к.и.н. З. П. Игумнова (июнь 1936 — июнь 1937, и. о.)
- д.и.н. П. О. Горин (июль — август 1937)
- д.ю.н. И. Д. Удальцов (1938 — февраль 1940)
- к.и.н. Н. Д. Старосельцев (март — июль 1940, и. о.)
- акад. С. Д. Сказкин (август 1940 — ноябрь 1943)
- член-корр. АН СССР А. В. Ефимов (в московской группе МГУ, 1941—1943)
- д.и.н. Н. А. Смирнов (в эвакуации, 1941—1943, и. о.)
- член-корр. АН СССР С. П. Толстов (декабрь 1943 — октябрь 1945)
- акад. М. Н. Тихомиров (ноябрь 1945 — октябрь 1947)
- к.и.н. Г. А. Новицкий (ноябрь 1947 — сентябрь 1950)
- акад. Б. А. Рыбаков (октябрь 1950 — май 1952)
- член-корр. АН СССР А. В. Арциховский (июнь 1952 — май 1957)
- д.и.н. И. А. Федосов (июнь 1957 — январь 1971)
- акад. Ю. С. Кукушкин (февраль 1971 — июль 1995)
- акад. С. П. Карпов (август 1995 — ноябрь 2015)
- д.иск. И. И. Тучков (ноябрь 2015 — сентябрь 2018)
- д.и.н. Л. С. Белоусов (и. о.) (с октября 2018)

## Подразделения факультета
Кафедры:
- Кафедра истории России до начала XIX века
- Кафедра истории России XIX — начала XX веков
- Кафедра истории России XX—XXI веков
- Кафедра источниковедения отечественной истории
- Кафедра истории Древнего мира
- Кафедра истории Средних веков
- Кафедра новой и новейшей истории стран Европы и Америки
- Кафедра истории южных и западных славян
- Кафедра археологии
- Кафедра этнологии
- Кафедра истории общественных движений и политических партий России
- Кафедра истории стран ближнего зарубежья
- Кафедра истории Церкви
- Кафедра исторической информатики
- Кафедра древних языков
- Кафедра иностранных языков

Отделение Истории и теории искусства:
- Кафедра отечественного искусства
- Кафедра всеобщей истории искусства

Лаборатории и центры:
- Археографическая лаборатория
- Информационно-аналитический центр по теоретическим проблемам исторической науки
- Лаборатория истории Византии и Причерноморья при кафедре истории Средних веков
- Лаборатория истории русской культуры при кафедре истории России XIX — начала XX веков
- Центр экономической истории
- Центр украинистики и белорусистики при кафедре истории южных и западных славян
- Лаборатория истории национальных отношений в России XX века при кафедре отечественной истории XX века
- Лаборатория истории США при кафедре новой и новейшей истории
- Учебно-научный центр прикладной этнологии при кафедре этнологии

Также на факультете с 1985 года существует Комната Боевой и Трудовой Славы исторического факультета (КБС), занимающаяся изучением истории факультета, в первую очередь участием его студентов и сотрудников в Великой Отечественной войне.